# Armando Cossutta
Armando Cossutta (Milà, 2 de setembre de 1926 - Roma, 14 de desembre de 2015) fou un polític comunista italià.

## Biografia
Nascut a Milà, Cossutta es va unir al Partit Comunista Italià (PCI) l'any 1943, i va participar en la Resistència italiana com a partisà. Després de la Segona Guerra Mundial, va esdevenir un dels principals membres del partit, representant una de les tendències més pro-soviètiques; la seva creença en aquest país com a "estat líder" del comunisme el va portar a criticar Enrico Berlinguer. En els seus darrers anys de vida, tot i que no es va penedir de la decisió presa, va considerar que s'havia equivocat en la seva oposició a Berlinguer.
Contrari a la proposta d'Achille Occhetto de dissoldre el partit l'any 1991, va fundar, juntament amb Sergio Garavini, Nichi Vendola i alguns altres, el Partit de la Refundació Comunista, del qual va esdevenir el president. Quan Fausto Bertinotti, secretari general del partit, va votar en contra d'una moció de confiança al govern de Romano Prodi, l'any 1996, Cossutta s'hi va oposar i va sortir del partit, juntament amb Oliviero Diliberto i altres, per fundar el Partit dels Comunistes Italians.
Després,va ser president d'aquest partit i membre del Parlament italià. També va exercir com a diputat europeu en la cinquena legislatura (1999-2004) després de sortir escollit a les eleccions al Parlament Europeu. Va morir el 14 de desembre de 2015 a Roma, als 89 anys.

### Acusacions post-Guerra Freda
L'any 1991, un periodista rus va afirmar, citant documents del Partit Comunista de la Unió Soviètica, que Cossutta va rebre més de 2 milions de dòlars de Rússia, per raons propagandístiques, durant la dècada de 1980. Cossutta va negar aquestes afirmacions, però, dient que "mai havia rebut diners de la Unió Soviètica."
L'any 1999, Cossutta va aparèixer en una llista de presumptes espies italians del KGB.

## Obres
- I problemi del finanziamento del partito e la campagna per la stampa comunista, Roma, Iter, 1974.
- Il finanziamento pubblico dei partiti, Roma, Editori Riuniti, 1974.
- Decentramento e partecipazione. Iniziativa dei comunisti per l'attuazione della legge sui consigli di circoscrizione, amb Marcello Stefanini i Renato Zangheri, Roma, Editori Riuniti, 1977.
- I comunisti nel governo locale, amb Enrico Berlinguer, Roma, Editori Riuniti, 1978.
- Il modo nuovo di governare, Roma, Edizioni delle autonomie, 1980.
- Lo strappo. Usa, Urss, movimento operaio di fronte alla crisi internazionale, Milà, A. Mondadori, 1982.
- Dissenso e unità. Dibattito político nel PCI dal XVI al XVII congresso, Milà, Teti, 1986.
- Vecchio e nuovo corso, Milà, Vangelista, 1988.
- Una storia comunista, con Gianni Montesano, Milán, Rizzoli, 2004. ISBN 88-17-00430-8